# Pagani automòbil

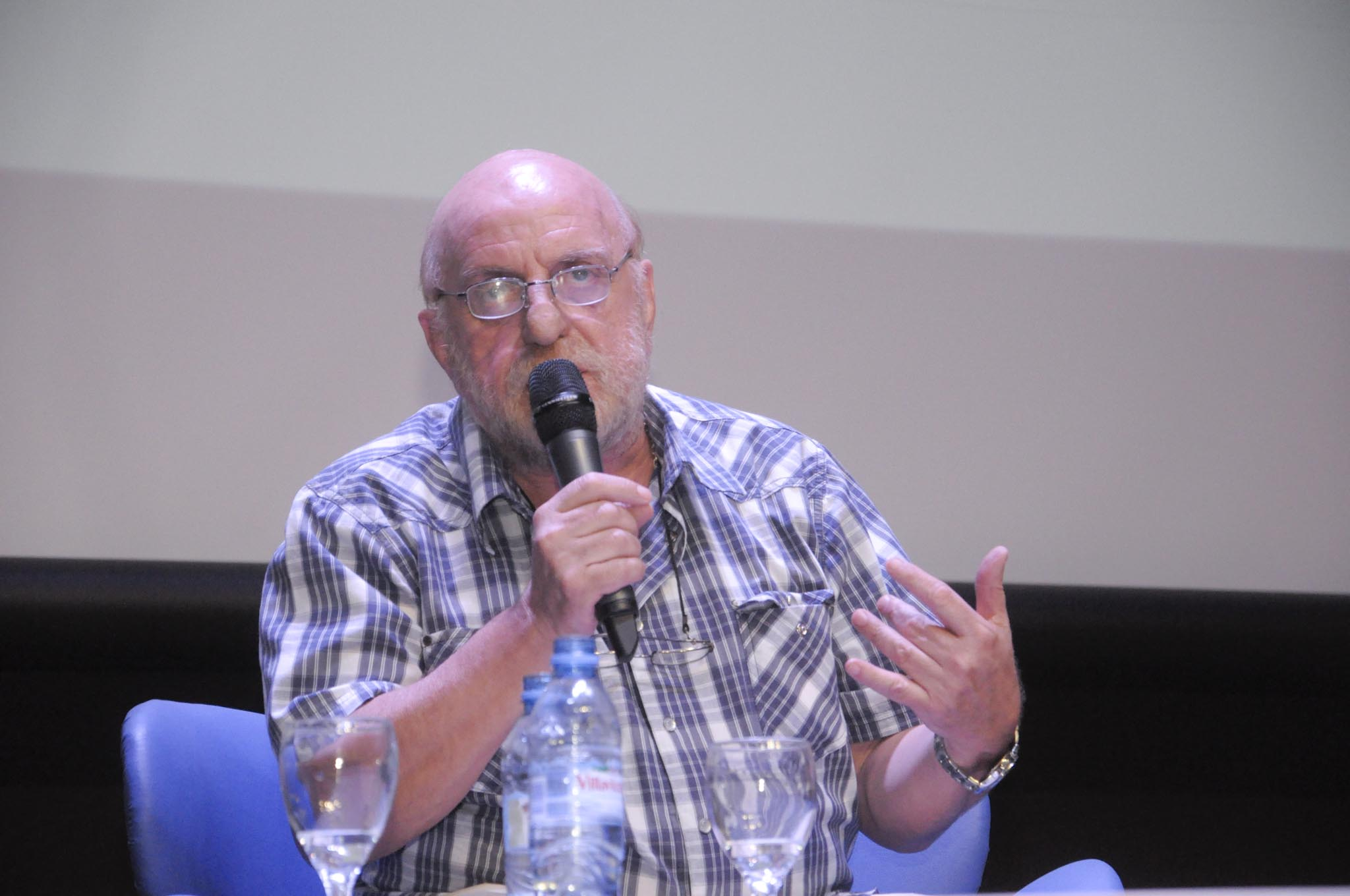
Horacio Pagani

Casilda (Santa Fe)

Pagani Automobili és una empresa italiana fabricant d'automòbils esportius i components de fibra de carboni. L'empresa va ser fundada el 1992 per l'argentí Horacio Pagani, i té la seva seu a San Cesario sul Panaro, prop de Mòdena, Itàlia.

## Història
Horacio Pagani (nascut a Casilda, província de Santa Fe, l'Argentina, el 10 de novembre de 1955) va ser sempre un amant del disseny, un dia va participar d'un concurs del disseny de l'interior d'una caravana. Va obtenir el primer premi el qual va ser atorgat pel reconegut mecànic Oreste Berta, qui després, el va posar en contacte amb Juan Manuel Fangio.
Després que el campió de Fórmula 1 li va escriure una carta de presentació a Horaci, aquest va viatjar a Itàlia a la recerca d'un lloc en alguna fàbrica. Després d'un intent fallit a Ferrari, és contractat a Lamborghini. Després de bastant temps va aconseguir arribar a un lloc prou important per a parlar cara a cara amb Ferruccio Lamborghini, el fundador de l'empresa italiana, Horacio li va comentar que haurien de tenir la seva pròpia divisió per a la creació de compostos com la fibra de carboni. El fundador de Lamborghini no va estar d'acord amb això, per tant, Pagani decideix crear la seva pròpia fàbrica demanant-li un préstec al banc. Aquí és quan va fundar Pagani Composite Research (recerca de materials compostos) el 1988.Aquesta nova empresa va col·laborar amb Lamborghini en nombrosos projectes, inclòs el redisseny del Lamborghini Countach, la versió 25th. Anniversary, el concepte de disseny P140, i el Lamborghini Diablo.
A fins de la dècada de 1980, Pagani es va iniciar en el disseny d'un acte propi, llavors denominat «Projecte C8». Ell va tenir previst canviar el nom de la C8 a «Fangio F1» per a honrar al cinc vegades campió de Fórmula 1 Juan Manuel Fangio.
El 1991 Pagani Modena Design es funda per a satisfer la creixent demanda dels seus serveis de disseny, enginyeria específica i de producció de prototips.
El 1992, va començar la construcció d'un prototip del Fangio F1, i el 1993, el vehicle va ser provat en el túnel de vent de Dallara amb resultats positius.
El 1994, Mercedes-Benz es va posar d'acord per al subministrament de motors V12 a Pagani.
El primer cotxe de producció va ser nomenat Zonda C 12; el nom Fangio F1 va ser descartat per respecte a la memòria del corredor, qui va morir en 1995. Es va presentar per primera vegada en el Saló de Ginebra de 1999.
El 2005, Pagani va anunciar que tenia previst triplicar la seva producció en els següents tres anys, i entrar en el mercat dels Estats Units el 2007.
El 25 de setembre de 2007, Horaci registra un nou rècord de velocitat per a actuacions de producció amb el Pagani Zonda F Clubsport, completant la volta a la Nordschliefe de la pista alemanya de Nürburgring en 7.27:82.
Nombrosos corredors i periodistes especialitzats consideren al Zonda entre els globalment més complets i millors «superesportius» del món. Així nombroses proves e.g. de Horst von Saurma (Sport Acte), Tim Schrick (D-Motor), Jason Plato, Tiff Needell (Fifth Gear), Jeremy Clarkson (Top Gear), entre d'altres, ho han assenyalat com un dels cotxes més veloços i de millor maniobrabilitat del món. El Zonda F Clubsport, per exemple, de motor posterior-central, està catalogat en la categoria que comparteix amb el Koenigsegg CCX, Ferrari FXX, Ferrari Enzo, Maserati MC12, entre altres vehicles superesportius del món. Es considera a més que la subjectiva experiència sensorial global del cotxe es troba entre les més especials del mercat.